# Yezoceryx luteus
Yezoceryx luteus är en stekelart som först beskrevs av Cameron 1899.  Yezoceryx luteus ingår i släktet Yezoceryx och familjen brokparasitsteklar. Inga underarter finns listade i Catalogue of Life.